# Franz Planer
Franz Planer est un directeur de la photographie d'origine autrichienne, né le 29 mars 1894 à Carlsbad (alors en Autriche-Hongrie), mort le 10 janvier 1963 à Hollywood, Los Angeles (Californie, États-Unis). Franz Planer était membre de l'ASC.

## Biographie
La carrière de Franz Planer comme chef-opérateur se partage entre une première période en Europe, de 1920 à 1937, et une seconde période aux États-Unis, de 1938 à 1962. Dans un premier temps donc, il collabore à quatre-vingt-quatre films européens, majoritairement allemands de 1920 à 1933. Cette année-là, avec l'avènement du nazisme, il quitte définitivement l'Allemagne et contribue jusqu'en 1937 à des films autrichiens, français et britanniques, ainsi qu'à un film italien et des coproductions, sans compter encore quelques films allemands, mais tournés en Autriche ou en Hongrie.
De cette période, mentionnons le film muet autrichien Sodome et Gomorrhe (1922, avec Walter Slezak et Victor Varconi) de Michael Kertész — bientôt connu aux États-Unis sous le nom de Michael Curtiz —, ainsi que le film français Les Nuits moscovites d'Alexis Granowsky (1934, avec Annabella, Harry Baur et Pierre Richard-Willm).
En 1937, Franz Planer émigre lui-même aux États-Unis, où il s'installe définitivement, et participe à soixante-quinze films américains (il y est parfois crédité Frank Planer ou Frank F. Planer ou encore Franz F. Planer), dont bon nombre bien connus — voir la filmographie sélective ci-dessous — ; le premier est Vacances, sorti en 1938, avec Katharine Hepburn et Cary Grant ; le dernier est Something's Got to Give, laissé inachevé en 1962, à la mort de sa vedette Marilyn Monroe ; tous deux sont réalisés par George Cukor.
Dans l'intervalle, il travaille notamment aux côtés d'Edward Dmytryk (ex. : Ouragan sur le Caine en 1954, avec Humphrey Bogart), Stanley Kramer (ex. : Pour que vivent les hommes en 1955, avec Olivia de Havilland et Robert Mitchum), Max Ophüls — déjà croisé en Europe — (ex. : Lettre d'une inconnue en 1948, avec Joan Fontaine et Louis Jourdan) et William Wyler (ex. : Vacances romaines en 1953, avec Audrey Hepburn qu'il retrouve plusieurs fois et Gregory Peck).
Au cours de sa seconde carrière aux États-Unis, Franz Planer obtient cinq nominations à l'Oscar de la meilleure photographie (mais n'en gagne aucun) et quatre autres nominations au Golden Globe de la meilleure photographie (il en gagne trois) — voir la rubrique "Distinctions" ci-après —.

## Filmographie partielle

### Période européenne
Films allemands, sauf mention contraire ou complémentaire
- 1922 : Monna Vanna de Richard Eichberg
- 1922 : Sodome et Gomorrhe (Sodom und Gomorrha) de Michael Kertész (film autrichien)
- 1924 : Les Finances du grand-duc (Die Finanzen des Großherzogs) de Friedrich Wilhelm Murnau
- 1927 : Das Frauenhaus von Rio d'Hans Steinhoff
- 1928 : La Mandragore (Alraune) d'Henrik Galeen
- 1928 : Die Rothausgasse de Richard Oswald
- 1928 : Volga ! Volga ! de Victor Tourjansky
- 1929 : Die Liebe der Brüder Rott d'Erich Waschneck
- 1929 : Die Flucht vor der Liebe d'Hans Behrendt
- 1929 : Frauen am Abgrund de Georg Jacoby
- 1929 : Poliche (Der Narr seiner Liebe) d'Olga Tchekhova
- 1930 : Die Drei von der Tankstelle de Wilhelm Thiele (+ version alternative en français Le Chemin du paradis de Max de Vaucorbeil et Wilhelm Thiele)
- 1930 : Les Chevaliers de la montagne (Der Sohn der weißen Berge) de Mario Bonnard et Luis Trenker (+ version alternative en français Les Chevaliers de la montagne de Mario Bonnard)
- 1930 : La Folle Aventure (Hans in allen Gassen) de Carl Froelich (film franco-allemand ; + version alternative en français La Folle Aventure d'André-Paul Antoine, sortie en 1931)
- 1931 : Nie wieder Liebe d'Anatole Litvak (+ version alternative en français Calais-Douvres de Jean Boyer et Anatole Litvak)
- 1931 : L'Aiglon de Victor Tourjansky (film franco-allemand ; + version alternative en allemand Der Herzog von Reichstadt de Victor Tourjansky)
- 1931 : Der Herr Bürovorsteher d'Hans Behrendt
- 1932 : Der Schwarze Husar de Gerhard Lamprecht
- 1932 : Le Chant du marin de Carmine Gallone
- 1932 : La Comtesse de Monte-Cristo (Die Gräfin von Monte-Cristo) de Karl Hartl
- 1932 : Der Prinz von Arkadien de Karl Hartl (film germano-autrichien)
- 1932 : Nous les mères (Das erste Recht des Kindes) de Fritz Wendhausen
- 1933 : Caprice de princesse d'Henri-Georges Clouzot et Karl Hartl (film franco-allemand ; + version alternative en allemand Ihre Durchlaucht, die Verkäuferin de Karl Hartl)
- 1933 : La Chorale de Leuthen (Der Choral von Leuthen) de Carl Froelich et Arzén von Cserépy
- 1933 : Eine Stadt steht Kopf de Gustaf Gründgens
- 1933 : Liebelei de Max Ophüls
- 1933 : La Vie tendre et pathétique (Leise flehen meine Lieder) de Willi Forst (film germano-autrichien)
- 1934 : La dactylo se marie de Joe May et René Pujol (film franco-allemand)
- 1934 : Unfinished Symphony d'Anthony Asquith et Willi Forst (film britanno-autrichien)
- 1934 : Maskerade de Willi Forst (film autrichien)
- 1934 : So endete eine Liebe de Karl Hartl (film allemand, tourné en Hongrie)
- 1934 : La Garnison amoureuse de Max de Vaucorbeil (film français)
- 1934 : Les Nuits moscovites d'Alexis Granowsky (film français)
- 1935 : Le Dictateur (The Dictator) de Victor Saville (film britannique)
- 1935 : Casta Diva de Carmine Gallone (film italien)
- 1936 : Le Vagabond bien-aimé (The Beloved Vagabond) de Curtis Bernhardt (film britannique ; + version alternative en français Le Vagabond bien-aimé de Curtis Bernhardt)
- 1936 : Ave Maria de Schubert de Max Ophüls (film français ; court métrage)
- 1936 : Valse brillante de Chopin de Max Ophüls (film français ; court métrage)
- 1936 : Sa bonne étoile (Opernring) de Carmine Gallone (film autrichien)
- 1936 : Le Coin des enfants ou Children's Corner de Marcel L'Herbier (film français ; court métrage)
- 1936 : Blumen aus Nizza d'Augusto Genina (film autrichien)
- 1936 : Ernte de Géza von Bolváry (film autrichien)
- 1936 : Tarass Boulba d'Alexis Granowsky (film franco-britannique ; + version alternative en anglais Taras Bulba ou The Rebel Son d'Alexis Granowsky, Adrian Brunel et Albert de Courville, sortie en 1938)
- 1937 : Cabrioles (Kapriolen) de Gustaf Gründgens (film allemand, tourné en Autriche)
- 1937 : Première (Premiere) de Géza von Bolváry (film autrichien)
- 1937 : Die ganz großen Torheiten de Carl Froelich (film allemand, tourné en Autriche)
- 1937 : Zauber der Boheme de Géza von Bolváry (film autrichien)

### Période américaine
Films américains
- 1938 : Vacances (Holiday) de George Cukor
- 1938 : Pensionnat de jeunes filles (Girls' School) de John Brahm
- 1940 : Escape to Glory de John Brahm
- 1941 : Time Out for Rhythm de Sidney Salkow
- 1941 : La Chanson du passé (Penny Serenade) de George Stevens
- 1941 : Meet Boston Blackie de Robert Florey
- 1941 : They Dare Not Love de James Whale, Victor Fleming et Charles Vidor
- 1941 : Une femme de trop (Our Wife) de John M. Stahl
- 1941 : Sing for Your Supper (en) de Charles Barton
- 1941 : Le Mort fictif (Three Girls about Town) de Leigh Jason
- 1941 : Le Visage derrière le masque (The Face Behind the Mask) de Robert Florey
- 1941 : Sweetheart of the Campus d'Edward Dmytryk
- 1941 : Harvard, Here I come ! de Lew Landers
- 1942 : The Wife takes a Flyer de Richard Wallace
- 1942 : Les aventures de Martin Eden (en) (The Adventures of Martin Eden) de Sidney Salkow de Sidney Salkow
- 1942 : The Spirit of Stanford de Charles Barton
- 1942 : The Daring Young Man de Frank R. Strayer
- 1943 : En bordée à Broadway (Something to Shout About) de Gregory Ratoff
- 1943 : Appointment in Berlin (en) d'Alfred E. Green
- 1943 : The Heat's On de Gregory Ratoff
- 1943 : Destroyer de William A. Seiter
- 1943 : My Kingdom for a Cook (en) de Richard Wallace
- 1944 : Once upon a Time d'Alexander Hall
- 1944 : Les Saboteurs (Secret Command) d'A. Edward Sutherland
- 1944 : Strange Affair (en) d'Alfred E. Green
- 1945 : I love a Bandleader de Del Lord
- 1946 : L'Évadée (The Chase) d'Arthur Ripley
- 1946 : Her Sister's Secret d'Edgar G. Ulmer

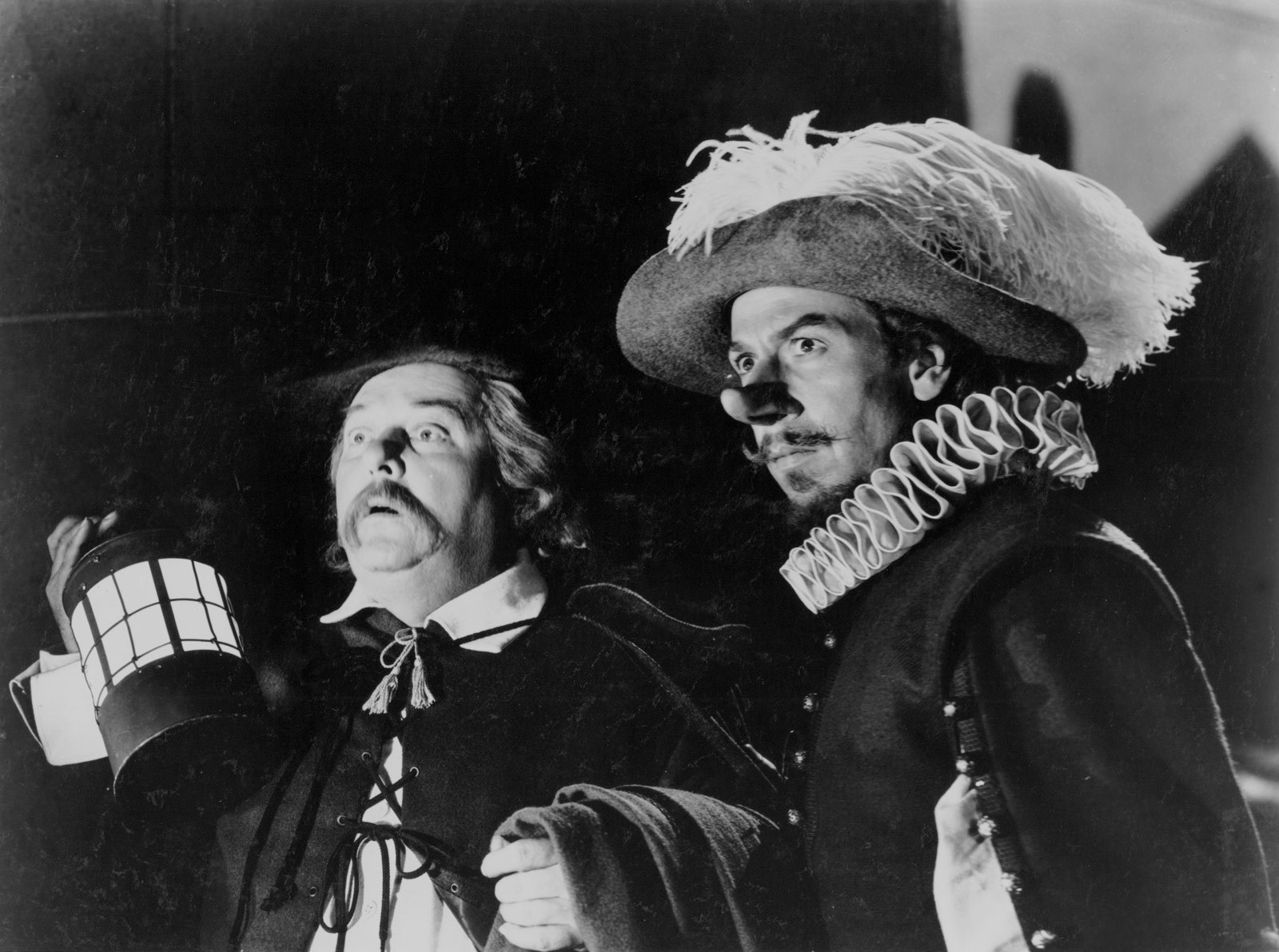
Cyrano de Bergerac (1950) :
Lloyd Corrigan (à g.) et José Ferrer

- 1947 : L'Exilé (The Exile) de Max Ophüls
- 1948 : Lettre d'une inconnue (Letter from an Unknown Woman) de Max Ophüls
- 1948 : Un caprice de Vénus (One Touch of Venus) de William A. Seiter
- 1949 : Pour toi j'ai tué (Criss Cross) de Robert Siodmak
- 1949 : Take One False Step (en) de Chester Erskine
- 1949 : Le Champion (The Champ) de Mark Robson
- 1949 : Chasse aux maris (Once More, My Darling) de Robert Montgomery
- 1950 : 711 Ocean Drive de Joseph M. Newman
- 1950 : Cyrano de Bergerac de Michael Gordon
- 1950 : Vengeance corse (Vendetta) de Mel Ferrer
- 1951 : Le Traître (Decision before Dawn) d'Anatole Litvak
- 1951 : La Femme au voile bleu (The Blue Veil) de Curtis Bernhardt
- 1951 : Three Husbands d'Irving Reis
- 1951 : Le Foulard (The Scarf) d'Ewald André Dupont
- 1951 : Mort d'un commis voyageur (Death of a Salesman) de László Benedek
- 1953 : L'Affaire de la 99ème rue (99 River Street) de Phil Karlson
- 1953 : Vacances romaines (Roman Holiday) de William Wyler
- 1953 : Les 5.000 Doigts du docteur T (The 5,000 Fingers of Dr T) de Roy Rowland
- 1953 : Éternels Ennemis (Bad for Each Other) d'Irving Rapper
- 1954 : Ouragan sur le Caine (The Caine Mutiny) d'Edward Dmytryk
- 1954 : Vingt Mille lieues sous les mers (20,000 Leagues under the Sea) de Richard Fleischer
- 1954 : Nettoyage par le vide (The Long Wait) de Victor Saville
- 1954 : Une balle vous attend (A Bullet is waiting) de John Farrow
- 1955 : Pour que vivent les hommes (Not as a Stranger) de Stanley Kramer
- 1955 : La Main gauche du Seigneur (The Left Hand of God) d'Edward Dmytryk
- 1956 : La Neige en deuil (The Mountain) d'Edward Dmytryk
- 1957 : Orgueil et Passion (The Pride and the Passion) de Stanley Kramer
- 1958 : Les Grands Espaces (The Big Country) de William Wyler
- 1958 : Les Feux du théâtre (Stage Struck) de Sidney Lumet
- 1959 : Au risque de se perdre (The Nun's Story) de Fred Zinnemann
- 1960 : Le Vent de la plaine (The Unforgiven) de John Huston
- 1961 : Le Roi des rois (King of Kings) de Nicholas Ray
- 1961 : La Rumeur (The Children's Hour) de William Wyler
- 1961 : Diamants sur canapé (Breakfast at Tiffany's) de Blake Edwards
- 1962 : Marilyn Monroe : Les Derniers Jours (Something's Got to Give) de George Cukor (film inachevé)

## Distinctions

### Nominations
- Oscar de la meilleure photographie :
  - En 1950, catégorie noir et blanc, pour Le Champion ;
  - En 1952, catégorie noir et blanc, pour Mort d'un commis voyageur ;
  - En 1954, catégorie noir et blanc, pour Vacances romaines ;
  - En 1960, catégorie couleur, pour Au risque de se perdre ;
  - Et en 1962, catégorie noir et blanc, pour La Rumeur.
- Golden Globe de la meilleure photographie :
  - En 1952, pour Le Traître.

### Récompenses
- Golden Globe de la meilleure photographie :
  - En 1950, catégorie noir et blanc, pour Le Champion
  - En 1951, catégorie noir et blanc, pour Cyrano de Bergerac
  - Et en 1952, catégorie noir et blanc, pour Mort d'un commis voyageur